# 藤原道明
藤原 道明（ふじわら の みちあき、斉衡3年（856年） - 延喜20年6月17日（920年7月5日））は、平安時代前期から中期にかけての公卿。藤原南家、相模介・藤原保蔭の長男。官位は正三位・大納言。

## 経歴
宇多朝の寛平2年（890年）文章生に補せられ、のち越前少掾や春宮・敦仁親王の春宮蔵人を務める。
寛平9年（897年）敦仁親王の即位（醍醐天皇）に伴って従五位下に叙爵し、翌寛平10年（898年）相模介に任ぜられる。延喜3年（903年）播磨介を経て、翌延喜4年（904年）従五位上・権左少弁、延喜6年（906年）正五位下・左少弁次いで右中弁、延喜8年（908年）従四位下・左中弁次いで右大弁と弁官を務める一方で急速に昇進し、延喜9年（909年）参議に任ぜられ公卿に列した。
その後も延喜10年（910年）従四位上・左大弁、延喜11年（911年）上位者5名を越えて従三位・権中納言、延喜13年（913年）中納言兼右近衛大将、延喜14年（914年）大納言、延喜17年（917年）正三位と引き続き昇進を重ねた。延喜18年（918年）には先任の大納言・源昇の薨去により、藤原北家の嫡流である右大臣・藤原忠平に次いで、太政官の次席の地位にまで昇った。
醍醐朝では『延喜式』の編集に参画。延喜17年（917年）には伯父の橘澄清とともに山城国深草（現在の京都市伏見区深草直違橋）に道澄寺を創建。現在も当時の梵鐘が栄山寺に現存しており国宝に指定されている。
延喜19年（919年）病気を理由に右近衛大将を辞任。翌延喜20年（920年）6月17日薨去。享年65。最終官位は正三位大納言兼民部卿。

## 「道明乎有私ト思召ニコソ有ケレ」
『江談抄』には次のような逸話が記されている：
延長の末（実は延喜二十年）、貞信公が息子小野宮殿の昇進について延喜聖主に奏上した。天皇はそれを十分に認められなかった。その後叙位の日、忠平は病気を理由に参内しなかった。当時大臣は忠平ただ一人であったため、代わりに大納言藤原道明を召し出された。しかし道明もまた病気を理由に参内しなかった。中納言が叙位の執筆を務める先例がないため、その日の叙位は中止となった。
翌日の白馬節会に道明が参上すると、天皇は「去夜稱所勞不參、今日參仕如何、可弁申（夜は病気だといって参らず、今日参り仕えるのはどういうわけか。弁明しなさい。）」と厳しく問いただされた。道明は退出時に「道明乎有私ト思召ニコソ有ケレ（わたしの昨夜の不参を、主上は私心があってのことと思っていらっしゃるのだった。）」と嘆息し、それ以外は何も述べなかった。帰宅後病状が悪化し、以降参内することなく、ついに薨去した。
『二中歴』に道明大納言の名が記載されている。受領の子息ながら学問を修め、異例の正三位大納言まで昇進し名臣と称された理由は実務能力に優れた能吏であることは当然として、さらに精励恪勤の性格が影響したと考えられる。もしこの推察が正しければ、叙位の日に天皇の召しを拒んだのは真の病によるもので、権臣忠平への遠慮ではなかっただろう。翌日節会に出席したのは、小康状態となれば職務を優先せざるを得ない生真面目な性格の表れであり、それが却って天皇に「忠平への遠慮·同調」と誤解される結果を招いた。この悲劇は「道明乎有私ト思召ニコソ有ケレ」という独白の悲痛さが如実に物語っている。

## 官歴
『公卿補任』による。
- 寛平2年（890年） 秋：文章生
- 寛平7年（895年） 正月11日：越前少掾
- 寛平9年（897年） 7月7日：蔵人（元東宮蔵人）。7月13日：従五位下
- 寛平10年（898年） 正月29日：相模介
- 延喜3年（903年） 正月11日：播磨介。12月4日：昇殿
- 延喜4年（904年） 正月7日：従五位上。正月25日：権左少弁。5月26日：兼勘解由次官
- 延喜6年（906年） 正月7日：正五位下。正月11日：左少弁、次官如元。3月25日：右中弁
- 延喜8年（908年） 正月7日：従四位下。正月12日：左中弁。正月16日：昇殿如元。2月23日：兼勘解由長官。8月6日：兼右大弁
- 延喜9年（909年） 4月9日：参議、右大弁勘長官如元
- 延喜10年（910年） 正月7日：従四位上。2月14日：兼伊予守。3月15日：兼左大弁
- 延喜11年（911年） 正月13日：権中納言、従三位、弁長官守如元
- 延喜13年（913年） 正月28日：中納言。4月15日：兼右近衛大将
- 延喜14年（914年） 正月12日：兼東宮傅。8月25日：大納言、右大将東宮傅如元
- 延喜17年（917年） 11月17日：正三位
- 延喜18年（918年） 9月16日：兼民部卿
- 延喜19年（919年） 8月13日：依病上表。9月-日：止右大将、大納言東宮傅如元
- 延喜20年（920年） 6月17日：薨去（正三位大納言兼民部卿）

## 系譜
- 父：藤原保蔭
- 母：橘良基の娘
- 妻：橘房上の娘
  - 男子：藤原尹衡（?-920）
- 妻：丹治比蔭光の娘
  - 男子：藤原尹文（?-?）
  - 男子：藤原尹甫
  - 男子：慶円[2]
- 妻：藤原常作の娘[3]
  - 五男：藤原尹忠（906-989）
  - 男子：藤原尹風（?-957）
- 生母不詳の子女
  - 男子：藤原尹瞻
  - 男子：藤原尹生
  - 女子：源英明室
  - 女子：藤原安親室
  - 女子：源国基室
  - 女子：藤原文貞室
  - 女子：藤原安于室
  - 六女：藤原元方室